# Ziegler Géza (építész, 1869–1953)
Idősebb Ziegler Géza (Temesvár, 1869. január 6. – Budapest, 1953. október 11.) magyar építész és építőmester.

## Élete
Viszonylag kevés adat ismert az életéről. Édesanyja Ziegler Mária. A budapesti Műegyetemen tanult. Az 1890-es évektől ismertek épületei Budapest és Kiskunfélegyháza területén. Az 1920-as években az ő elnökletével alakult meg Alpár Ignác tiszteletére az úgynevezett „Alpárszobor-bizottság”.
1953-ban hunyt el 84 éves korában.
Felesége Nocker Anna volt, akivel 1895-ben Budapesten kötött házasságot. Az ő 1939-es halála után fiához költözött. Ifjabb Ziegler Géza (1896–1966) szintén építészként működött.

## Ismert épületei

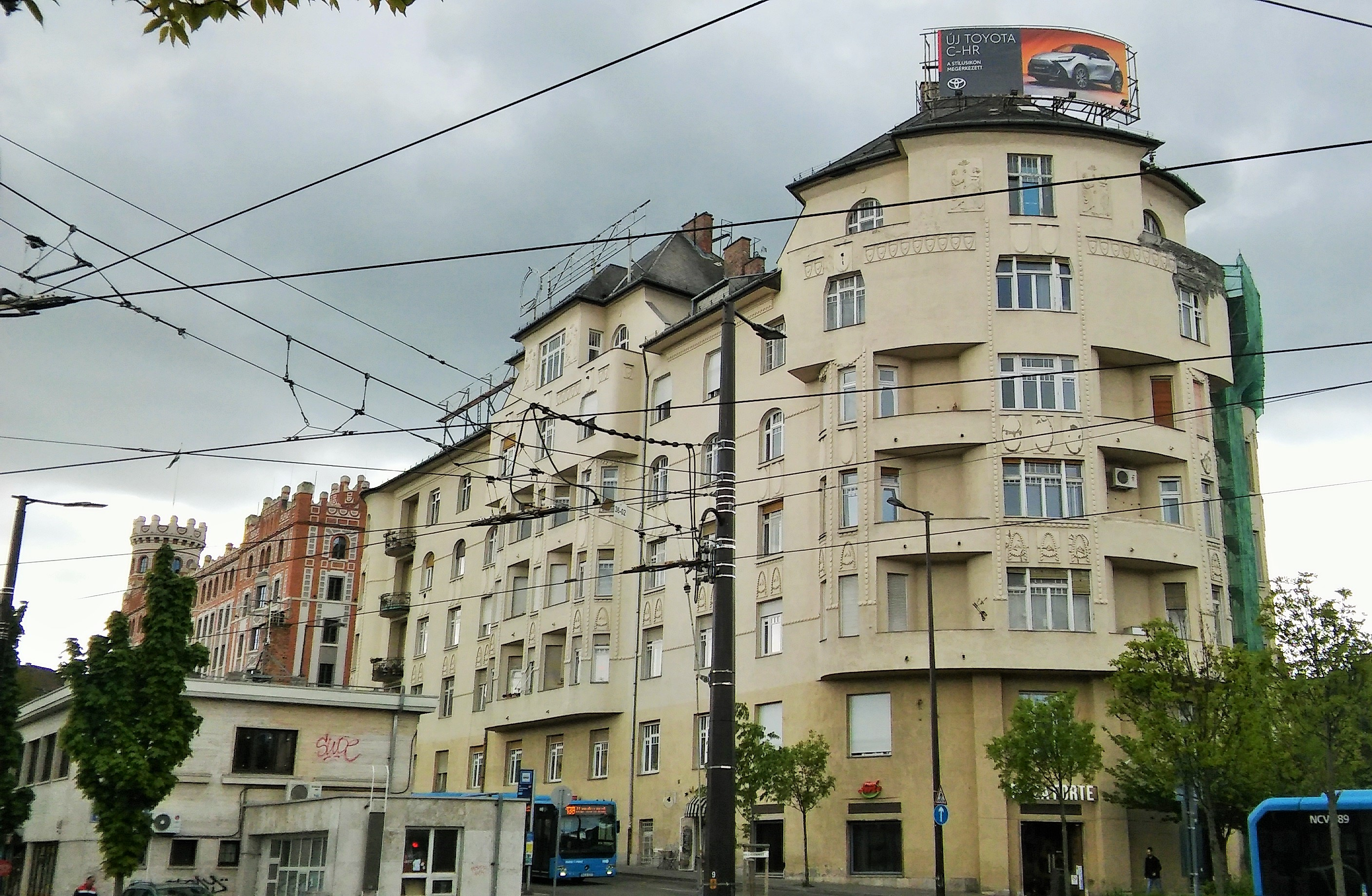
Krisztina körút 2-4.

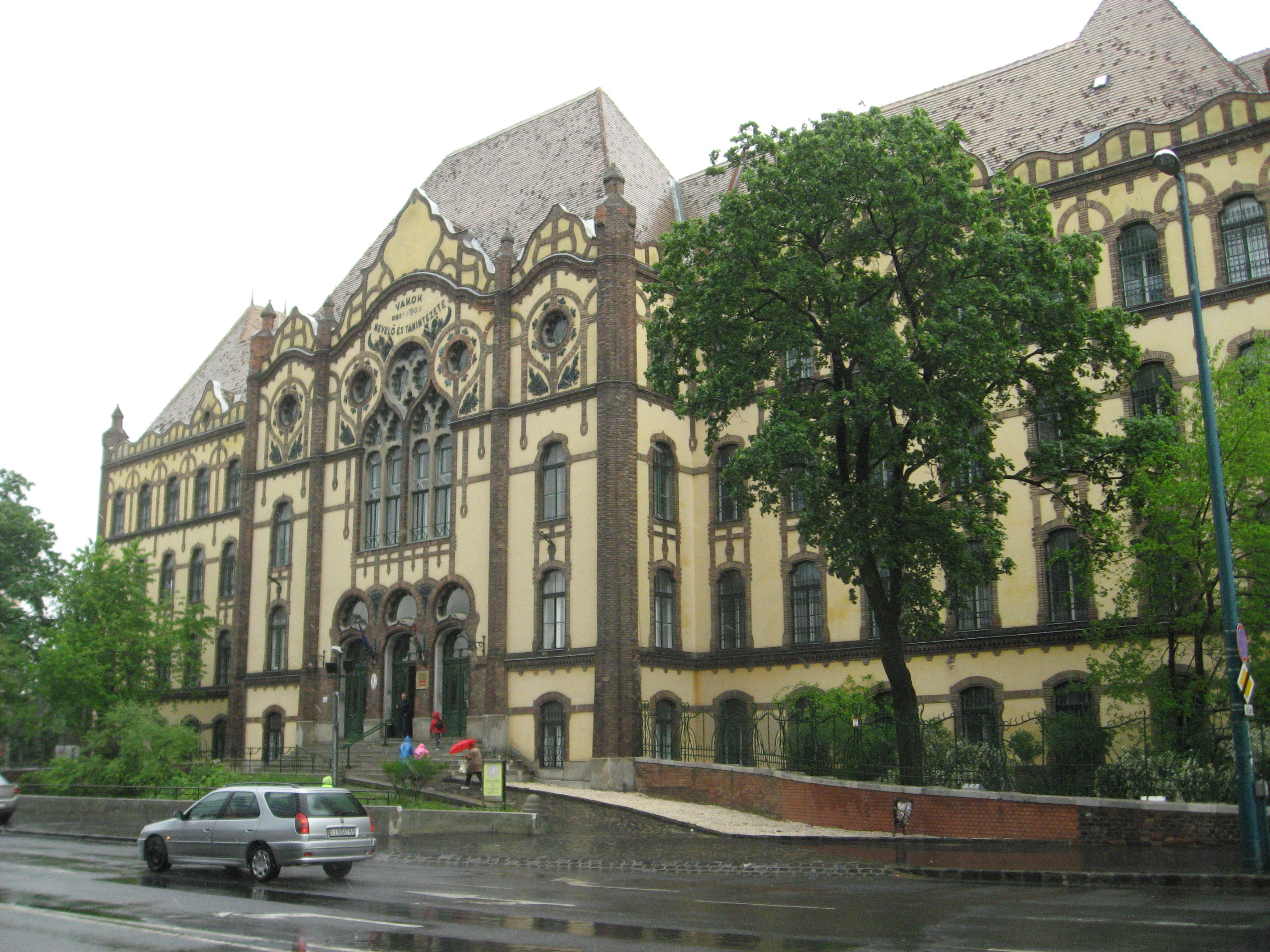
Vakok Intézete

- 1897–1899: Hoffer-ház, Kiskunfélegyháza, Petőfi tér 2.[5][8]
- 1900–1902: Vármegyeháza, Rimaszombat[7][8]
- 1901: Puky-ház, Kiskunfélegyháza, Holló Lajos utca 23.[5]
- 1905–1906: Ziegler-bérház, Budapest, Klauzál u. 33.[4][8]
- 1907: Hoffer-ház, Kiskunfélegyháza, Pázmány utca 6-8.[5][8]
- 1910: Ganz-bérház, Budapest, Krisztina körút 2-4.[9]
- 1913: Hernád udvar, Budapest, Hernád utca 40. / István u. 20.[5][10][11]
- 1914–1918: József-szanatórium, Budakeszi[8]

### Tervben maradt épületek
- 1901: Sarlós Boldogasszony-templom átalakítása, Kiskunfélegyháza[5][8]
- 1904: városháza, Kiskunfélegyháza[5]
- 1905: bérház, Budapest, Klauzál u. 49-53. (Nocker Ferenccel közös munka)[5][8]
- 1929–1930: Szent Rókus Kórház bővítése, Budapest, Gyulay Pál u.[8]

### Csak kivitelező
- 1902: Országos Vakok Tan- és Nevelőintézete, Budapest, Ajtósi Dürer sor 39. (tervező: Baumgarten Sándor és Herczegh Zsigmond)[5]
- 1903: Szent István-templom tetőzetének javítása, Kiskunfélegyháza (tervezte: Dötzer Ferenc és Pártos Gyula)[8]

## Egyéb irodalom
- (szerk.) Szemerjai Dr. Deák Imre: Magyar Országgyűlési Almanach 1927–1932, Budapest, 1927. A felsőház póttagjai, XXII. Városok által választottak. 439. p